# Grande Prêmio de Abu Dhabi de 2013
O Grande Prêmio de Abu Dhabi de 2013 foi a décima sétima corrida da temporada de 2013 da Fórmula 1. A prova foi disputada no dia 3 de novembro no Yas Island, Abu Dhabi, Emirados Árabes Unidos.
A corrida foi vencida pelo piloto alemão Sebastian Vettel, da equipe Red Bull Racing.

## Classificação

### Treino Classificatório
| Pos.                     | Nu. | Piloto              | Construtor           | Q1       | Q2       | Q3       | Grid |
| ------------------------ | --- | ------------------- | -------------------- | -------- | -------- | -------- | ---- |
| 1                        | 2   | Mark Webber         | Red Bull-Renault     | 1:41.568 | 1:40.575 | 1:39.957 | 1    |
| 2                        | 1   | Sebastian Vettel    | Red Bull-Renault     | 1:41.683 | 1:40.781 | 1:40.075 | 2    |
| 3                        | 9   | Nico Rosberg        | Mercedes             | 1:41.420 | 1:40.473 | 1:40.419 | 3    |
| 4                        | 10  | Lewis Hamilton      | Mercedes             | 1:40.693 | 1:40.477 | 1:40.501 | 4    |
| DSQ                      | 7   | Kimi Räikkönen      | Lotus-Renault        | 1:41.276 | 1:40.971 | 1:40.542 | 22 1 |
| 6                        | 11  | Nico Hülkenberg     | Sauber-Ferrari       | 1:41.631 | 1:40.931 | 1:40.576 | 5    |
| 7                        | 8   | Romain Grosjean     | Lotus-Renault        | 1:41.447 | 1:40.948 | 1:40.997 | 6    |
| 8                        | 4   | Felipe Massa        | Ferrari              | 1:41.254 | 1:40.989 | 1:41.015 | 7    |
| 9                        | 6   | Sergio Pérez        | McLaren-Mercedes     | 1:41.687 | 1:40.812 | 1:41.068 | 8    |
| 10                       | 19  | Daniel Ricciardo    | Toro Rosso-Ferrari   | 1:41.884 | 1:40.852 | 1:41.111 | 9    |
| 11                       | 3   | Fernando Alonso     | Ferrari              | 1:41.397 | 1:41.093 |          | 10   |
| 12                       | 14  | Paul di Resta       | Force India-Mercedes | 1:41.676 | 1:41.133 |          | 11   |
| 13                       | 5   | Jenson Button       | McLaren-Mercedes     | 1:41.817 | 1:41.200 |          | 12   |
| 14                       | 18  | Jean-Éric Vergne    | Toro Rosso-Ferrari   | 1:41.692 | 1:41.279 |          | 13   |
| 15                       | 16  | Pastor Maldonado    | Williams-Renault     | 1:41.365 | 1:41.395 |          | 14   |
| 16                       | 17  | Valtteri Bottas     | Williams-Renault     | 1:41.862 | 1:41.447 |          | 15   |
| 17                       | 12  | Esteban Gutiérrez   | Sauber-Ferrari       | 1:41.999 |          |          | 16   |
| 18                       | 15  | Adrian Sutil        | Force India-Mercedes | 1:42.051 |          |          | 17   |
| 19                       | 21  | Giedo van der Garde | Caterham-Renault     | 1:43.252 |          |          | 18   |
| 20                       | 22  | Jules Bianchi       | Marussia-Cosworth    | 1:43.398 |          |          | 21 2 |
| 21                       | 20  | Charles Pic         | Caterham-Renault     | 1:43.528 |          |          | 19   |
| 22                       | 24  | Max Chilton         | Marussia-Cosworth    | 1:44.198 |          |          | 20   |
| Tempo dos 107%: 1:47.741 |     |                     |                      |          |          |          |      |
| Source:                  |     |                     |                      |          |          |          |      |

Notas:

↑1  - Kimi Räikkönen (Lotus) foi desqualificado do treino classificatório quando seu carro falhou um teste de deflexão de chão.

↑2  - Max Chilton (Marussia) largou em último-lugar e começou de vigesimo primeiro após Raikkonen foi desqualificado do treino classificatório

### Corrida
| Pos.    | Nu. | Piloto              | Construtor           | Voltas | Tempo/Retirado | Grid | Pontos |
| ------- | --- | ------------------- | -------------------- | ------ | -------------- | ---- | ------ |
| 1       | 1   | Sebastian Vettel    | Red Bull-Renault     | 55     | 1:38:06.106    | 2    | 25     |
| 2       | 2   | Mark Webber         | Red Bull-Renault     | 55     | +30.829        | 1    | 18     |
| 3       | 9   | Nico Rosberg        | Mercedes             | 55     | +33.650        | 3    | 15     |
| 4       | 8   | Romain Grosjean     | Lotus-Renault        | 55     | +34.802        | 6    | 12     |
| 5       | 3   | Fernando Alonso     | Ferrari              | 55     | +1:07.181      | 10   | 10     |
| 6       | 14  | Paul di Resta       | Force India-Mercedes | 55     | +1:18.174      | 11   | 8      |
| 7       | 10  | Lewis Hamilton      | Mercedes             | 55     | +1:19.267      | 4    | 6      |
| 8       | 4   | Felipe Massa        | Ferrari              | 55     | +1:22.886      | 7    | 4      |
| 9       | 6   | Sergio Pérez        | McLaren-Mercedes     | 55     | +1:31.198      | 8    | 2      |
| 10      | 15  | Adrian Sutil        | Force India-Mercedes | 55     | +1:33.257      | 17   | 1      |
| 11      | 16  | Pastor Maldonado    | Williams-Renault     | 55     | +1:35.989      | 14   |        |
| 12      | 5   | Jenson Button       | McLaren-Mercedes     | 55     | +1:43.767      | 12   |        |
| 13      | 12  | Esteban Gutiérrez   | Sauber-Ferrari       | 55     | +1:44.295      | 16   |        |
| 14      | 11  | Nico Hülkenberg     | Sauber-Ferrari       | 54     | +1 Lap         | 5    |        |
| 15      | 17  | Valtteri Bottas     | Williams-Renault     | 54     | +1 Lap         | 15   |        |
| 16      | 19  | Daniel Ricciardo    | Toro Rosso-Ferrari   | 54     | +1 Lap         | 9    |        |
| 17      | 18  | Jean-Éric Vergne    | Toro Rosso-Ferrari   | 54     | +1 Lap         | 13   |        |
| 18      | 21  | Giedo van der Garde | Caterham-Renault     | 54     | +1 Volta       | 18   |        |
| 19      | 20  | Charles Pic         | Caterham-Renault     | 54     | +1 Volta       | 19   |        |
| 20      | 22  | Jules Bianchi       | Marussia-Cosworth    | 53     | +2 Voltas      | 21   |        |
| 21      | 24  | Max Chilton         | Marussia-Cosworth    | 53     | +2 Voltas      | 20   |        |
| Ret     | 7   | Kimi Räikkönen      | Lotus-Renault        | 0      | Suspensão      | 22   |        |
| Source: |     |                     |                      |        |                |      |        |